# المواد غير المعدنية
المواد غير المعدنية (بالإنجليزية: Non-Metallic Materials)‏، تنقسم إلى مواد عضوية و مواد غير عضوية ومن المواد العضوية الأخشاب واللدائن والمطاط والورق ومواد الطلاء والجلد، أما المواد غير العضوية مثل الزجاج والسليكات والميكا والمواد الخزفية والجرافيت.

## اللدائن
اللدائن (البلاستيك) مواد من أصل عضوي، ومنها الأنواع الحرارية التي تتحول عند تسخينها إلى الحالة اللدنة وتتخذ عند الضغط عليها الأشكال المطلوبة للأجزاء المراد صنعها ومنها الأنواع التي تلين  بالحرارة بل تقاوم الحرارة حتى تتفحم وتلعب الخواص الطبيعية والكيميائية والميكانيكية للدائن دورا كبيرا عند صناعتها وأهم هذه الخواص الوزن النوعي وتحملها(بعض أنواعها) للحرارة وانكماشها وقابليتها للانسياب وسرعة تجمدها ونسبة الرطوبة ومقاومتها النوعية للصدمات وعازليتها للكهرباء. وتعتبر اللدائن من المواد الخفيفة، فالوزن النوعي للأنواع المختلفة يتراوح من 0.5:2 جم/سم3  لهذا فاللدائن تستعمل على نطاق واسع لتخفيف وزن المصنوعات ويمكن تشغيل اللدائن بإزالة الرايش، ومع ذلك فعند تشغيل اللدائن يكون تآكل الحد القاطع أكبر منه عند تشغيل الصلب ويفسر هذا بعدم تجانس اللدائن وعدم تساوي صلادة مركباتها و رداءة توصيلها للحرارة.

## الخشب
إن الخشب من المواد الطبيعية المعروفة ومصدرها الأشجار والخشب أنواعه كثيرة وصفاته كثيرة تصلح للكثير من الأغراض الهندسية. وتدخل الأخشاب الصناعية كمنافس هام للأخشاب الطبيعية التي تسبب ندرتها في ارتفاع أسعارها. وتصنع الأخشاب الصناعية من مؤلفات النشارة أو من بقايا القش وبعض مخلفات الصناعات الكيميائية كمواد رابطة.